# Proprioseiopsis marginatus
Proprioseiopsis marginatus är en spindeldjursart som beskrevs av Denmark 1974. Proprioseiopsis marginatus ingår i släktet Proprioseiopsis och familjen Phytoseiidae. Inga underarter finns listade i Catalogue of Life.